# Adami Tullu and Jido Kombolcha
Adami Tullu and Jido Kombolcha är ett distrikt i Etiopien. Det ligger i den centrala delen av landet, 140 km söder om huvudstaden Addis Abeba.